# Hernán Menosse
Hernán Menosse Acosta (San Carlos, 28 de abril de 1987) es un futbolista uruguayo. Juega de defensa y actualmente milita en el Deportivo Maldonado de la Primera División de Uruguay.
Hernán Menosse debutó a sus 16 años en Peñarol de San Carlos y debutó con un gol en la cancha de peñasco de cabeza en el primer tiempo. Luego de pasar por Club Atlético Libertad de Uruguay se marcha al Club Atlético Atenas para jugar la Primera División de Uruguay. En la temporada 2009-10 desciende de categoría. A inicios de 2012 se marcha al Montevideo Wanderers de la Primera División. Fue dirigido por Alfredo Arias quien lo hizo debutar en Wanderers, logró clasificar a la Copa Sudamericana 2014, compartió la defensa con Maximiliano Olivera. 

## Trayectoria

### Recreativo de Huelva
Debido a sus buenas actuaciones y su constante regularidad fue visto por el Delfino Pescara y Recreativo de Huelva, finalmente fichando por Recreativo, va a préstamo por un año a Recreativo de Huelva club de la Segunda División de España. Con el equipo hizo una buena campaña quedándose afuera de los play-off por diferencia de goles. Jugó al lado del chileno Felipe Gallegos y su compatriota Javier Cabrera. Con Recreativo descendió a la Segunda División B de España 2015/16.

### Once Caldas
Luego de su descenso con Recreativo se marcha a Colombia para jugar por Once Caldas. Perdió el Torneo Finalización 2015 en cuartos de final con Deportes Tolima.

### Rosario Central
Debido a sus buenas actuaciones en Colombia varios equipos de Sudamérica mostraron interés por el defensor, equipos como Peñarol y Flamengo. Sin embargo, el jugador terminó fichando por Rosario Central, firmó a préstamo por un año con opción de compra. Jugó al lado de su compatriota Sebastián Sosa y los argentinos Franco Cervi, Giovani Lo Celso y Marco Ruben.

### Granada
En julio de 2017 firma con por 2 temporadas con el Granada, de la Segunda División de España, con ánimo de luchar para conseguir el ascenso.

### Belgrano
En julio de 2018 se marcha al Club Atlético Belgrano para disputar la Primera División de Argentina.

### Deportivo Cali
Para el año 2020   rescinde contrato con el belgrano y vuelve a Colombia por segunda vez esta vez el deportivo Cali que lo contrata por pedido expreso del director técnico Alfredo Arias , firmando hasta final de temporada en donde se destacó por ser buen pilar defensivo.
Finalizando la temporada 2020 el técnico Alfredo Arias hizo su renovación y continuó hasta final de temporada en donde convierte 2 goles, uno de ellos al América de Cali y otro a Millonarios. Tras la destitución del técnico Alfredo Arias y la llegada de Rafael Dudamel sigue siendo titular en donde se coronó campeón del Torneo Clausura 2021 enfrentando al Deportes Tolima.
Tras quedar campeón en el 2021 con el Deportivo Cali, el 29 de diciembre del 2021 se confirma que hace su renovación de contrato hasta diciembre del 2022.

### Club Atlético Peñarol
Tras haber renovado con el Deportivo Cali dio a conocer sus intenciones al profesor Rafael Dudamel de abandonar el equipo, llegando una oferta desde el Club Atlético Peñarol, aceptó la oferta y firmó contrato por un año con opción de extender un año más, hasta la fecha ha conquistado dos títulos, la Supercopa Uruguaya 2022 y el Torneo Apertura 2023.

## Clubes
| Club                  | País      | Año           |
| --------------------- | --------- | ------------- |
| Peñarol de San Carlos | Uruguay   | 2004-2007     |
| Libertad              | Uruguay   | 2007-2009     |
| Atenas de San Carlos  | Uruguay   | 2009-2011     |
| Montevideo Wanderers  | Uruguay   | 2012-2013     |
| Recreativo de Huelva  | España    | 2013-2015     |
| Once Caldas           | Colombia  | 2015-2016     |
| Rosario Central       | Argentina | 2016-2017     |
| Granada               | España    | 2017-2018     |
| Belgrano              | Argentina | 2018          |
| Lugo                  | España    | 2019          |
| Defensor Sporting     | Uruguay   | 2019          |
| Deportivo Cali        | Colombia  | 2020-2021     |
| Peñarol               | Uruguay   | 2022-2023     |
| Deportivo Maldonado   | Uruguay   | 2024-presente |

## Palmarés

### Títulos nacionales
| Título              | Club           | País     | Año  |
| ------------------- | -------------- | -------- | ---- |
| Torneo Finalización | Deportivo Cali | Colombia | 2021 |
| Supercopa Uruguaya  | Peñarol        | Uruguay  | 2022 |
| Torneo Apertura     | Peñarol        | Uruguay  | 2023 |